# Ateísmo fuerte
El ateísmo fuerte (o ateísmo positivo) consiste en la negación de la existencia de cualquier dios, entendido como un ser superior, preexistente per se y creador del Universo, consciente de su propia existencia, con voluntad y conocimiento perfectos. En definitiva, niega la existencia de cualquiera de los dioses que han dado lugar al abigarrado conjunto de religiones y sectas. Es una postura filosófica respecto a la existencia de dioses y afirma que la conciencia del ser humano desaparece cuando muere.

## Visión de Ayn Rand
Para la  escritora Ayn Rand (1905-1982), por ejemplo, el atributo "creador del universo" era una de las muchas contradicciones lógicas contenidas en la definición de Dios. Hablar de "creador del Universo" implica que hay algo fuera del Universo, lo cual va en contra de la definición de Universo (suma de todo lo que ha existido, existe o existirá).
Una serie de preguntas surgen inmediata e inevitablemente cuando se afirma que un ente superior creó el universo: ¿qué había antes de que Dios creara el universo? ¿Dónde se encontraba Dios antes de crear el universo si es que este aún no existía? ¿Acaso Dios creó el universo desde el mismo universo?
Todos estos cuestionamientos nos llevan hacia una conclusión inevitable y es que el universo siempre ha estado ahí, y siempre estará ahí aunque se transforme y no hay forma de que sea de otra manera; es decir, el universo es eterno, porque aunque desaparezca lo que hoy conocemos como tal, ese espacio que quede seguirá entonces siendo el universo y no hay necesidad de que sea creado.
Existe una contradicción y evidentemente una postura ateísta fuerte sobre la existencia de un principio del universo cristiano, ya que para ellos, hubo un principio (un Génesis) y un Apocalipsis del universo, algo que naturalmente ha venido en contraposición de la lógica neutralista atea y/o científica afirmando que no necesariamente tiene o tuvo que haber un principio de algo ya que para un ateo, esto sonaría no como una necesidad o dependencia.